# Kościół Santissima Trinità e San Benedetto al Porto
Kościół Santissima Trinità e San Benedetto al Porto (pol. kościół Trójcy Przenajświętszej i św. Benedykta w Porcie) – rzymskokatolicki kościół w Genui, w dzielnicy San Teodoro. Jest kościołem parafialnym parafii pod tym samym wezwaniem, należącej do dekanatu San Teodoro w Archidiecezji Genui.
20 marca 1473 roku w kościele św. Benedykta dokonała swego ostatecznego nawrócenia Caterina Fieschi Adorno, późniejsza św. Katarzyna z Genui.

## Historia

### Kościół cysterski
Z 1129 roku pochodzi najstarszy dokument, potwierdzający istnienie kościoła pod wezwaniem św. Benedykta oraz znajdującego się w jego sąsiedztwie domu cystersów. Ich klasztor został podporządkowany benedyktynom z sąsiedniego klasztoru Santa Maria delle Grazie di Fassolo. Był pierwszym klasztorem cystersów w Genui. Od XIII wieku pełnił funkcję hospicjum dla pielgrzymów i był często odwiedzany przez Caterinę Fieschi Adorno (późniejszą św. Katarzynę z Genui), która 20 marca 1473 roku w kościele św. Benedykta dokonała swego ostatecznego nawrócenia.

### Kościół trynitarski
Cystersi opuścili kościół i klasztor pod koniec XVI wieku. Opuszczony kompleks przejęli w 1593 roku trynitarze, sprowadzeni rok wcześniej z Hiszpanii przez księżnę Zenobię del Carretto, małżonkę Giovanniego Andrei Dorii. Z tej okazji do pierwotnego wezwania kościoła dodano drugie, Trójcy Przenajświętszej. Trynitarze po raz pierwszy pojawili się w Genui w 1201 roku, kiedy zatrzymał się tu ich założyciel, Jan de Matha. Kościół św. Benedykta stał się świątynią rodu Doria. Z uwagi na zły stan techniczny został poddany modernizacji i rozbudowie pod nadzorem architektów Andrei Ceresoli i Gaspare Corte. Prace budowlane rozpoczęto w 1593, a ukończono w 1617 roku, otwierając ponownie kościół dla potrzeb kultu. 5 września 1596 roku Giovanni Andrea Doria otrzymał od papieża Klemensa VIII bullę, na mocy której przy kościele została ustanowiona prywatna parafia rodu Doria, obejmująca jej okoliczne posiadłości, znane jako Fassolo.
W 1928 roku w związku z budową drogi Via Adua klasztor został rozebrany, a na jego miejscu wzniesiono obszerny pałac. 29 lipca 1939 roku arcybiskup Genui erygował przy kościele św. Benedykta parafię.

## Architektura
Dwuspadową fasadę poprzedza trójarkadowy portyk, zwieńczony trójkątnym tympanonem. Przestrzeń między łukami arkad wypełnia żelazna krata, wstawiona w 1593 roku przez Giovanniego Andreę Dorię po śmierci i ku pamięci jego żony, Zenobii del Carretto. Jej śmierć upamiętniają dodatkowo płyty nagrobne pod arkadami. Kolumny portyku i marmurowe detale zrealizował Giovanni Battista Carlone.

## Wnętrze
Wnętrze kościoła opiera się na planie centralnym i jest zamknięte półkolistą apsydą.

### Prezbiterium
Ołtarz główny został wykonany z polichromowanego marmuru. Wyróżnia się w nim tabernakulum z małymi drzwiczkami. Za ołtarzem znajduje się oprawiony w marmurowa ramę obraz początku XVII wieku, pędzla Cesare i Alessandra Semino, przedstawiający tłum świętych ze Świętą Trójcą oraz, poniżej, św. Rocha i św. Marię Magdalenę z przypuszczalnymi zleceniodawcami dzieła, Giovannim Andreą Dorią i Zenobią del Carretto. Na ścianach po obu stronach ołtarza głównego wiszą obrazy przedstawiające świętych: Cecylię, Piotra, Pawła i króla Dawida, namalowane przez Benedetta Brandimarte. Na posadzce przed ołtarzem widnieje herb rodziny Doria z cesarskim orłem w inkrustowanym marmurze.

### Korpus nawowy
W ołtarzu z prawej strony, wykonanym z rzeźbionego i pozłacanego drewna, znajduje się obraz pędzla Domenica Parodiego, przedstawiający założycieli trynitarzy: Feliksa de Valois i Jana de Matha. Pierwszy ołtarz po lewej stronie, wykonany również z rzeźbionego i pozłacanego drewna, został poświęcony św. Benedyktowi. Obraz ołtarzowy, Cud św. Benedykta, namalował Domenico Crespi. Drugi ołtarz po lewej stronie, z polichromowanego marmuru, dedykowany został Matce Boskiej Uzdrowienia Chorych (Madonna del Rimedio). Posąg Madonny z Dzieciątkiem pochodzi z XVII wieku.
W zakrystii znajduje się płótno Giovanniego Andrei De Ferrari przedstawiający świętych trynitarskich wielbiących Matkę Boską Uzdrowienia Chorych.
Organy kościelne zbudował w XVI wieku Lorenzo Stanga.